# Lied

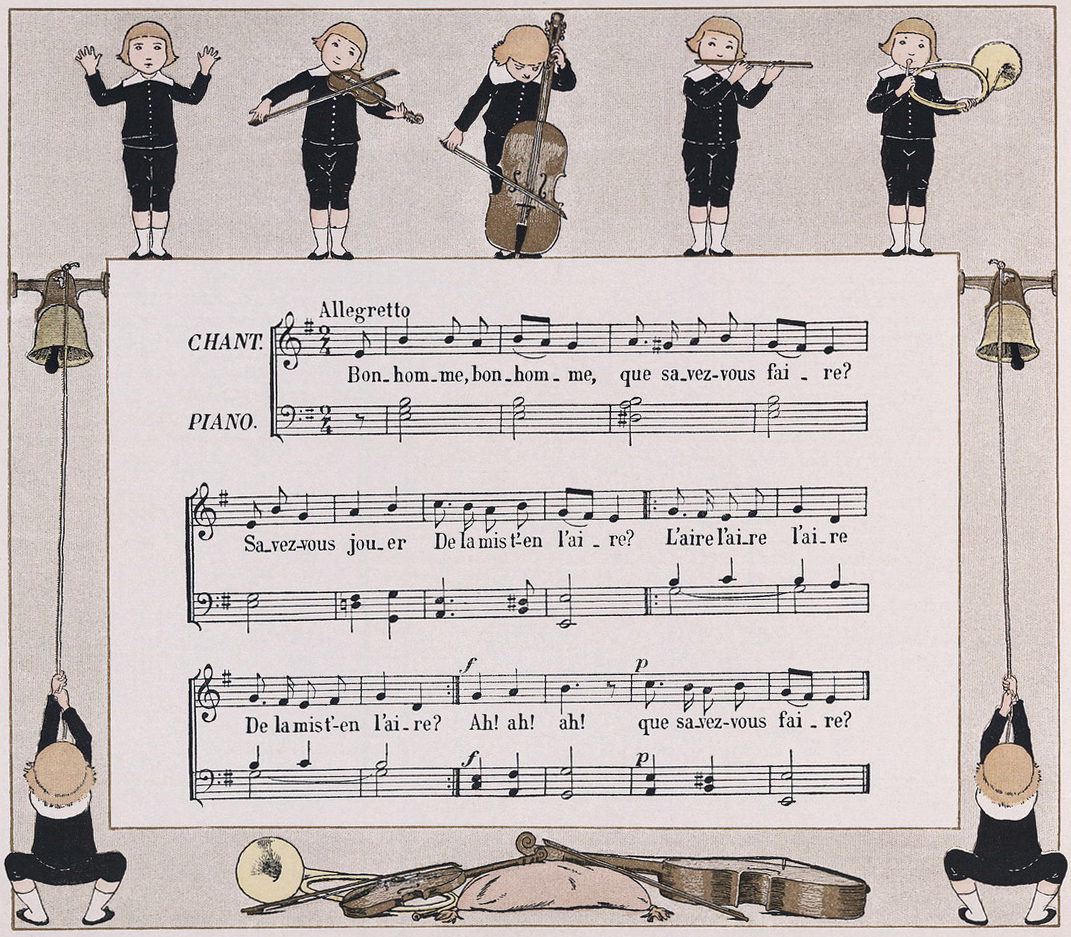
Een Frans lied in muzieknotatie.

Een lied (ook: zang, canto) is een muzikale vorm waarin tekst op muziek wordt verklankt. Een lied kan zonder woorden gezongen worden, soms zoals bedoeld door de liedschrijver. Vaak wordt een lied vormgegeven met coupletten en refrein.
- In het couplet wordt nieuwe informatie in de tekst aangegeven. Het lied bevat meestal meerdere coupletten, die qua tekst verschillen.
- In het refrein wordt dezelfde tekst op dezelfde melodie herhaald.

## Liederencyclus, liederen
Liederen die tot de klassieke muziek gerekend worden, noemt men kunstliederen. Wanneer een aantal dergelijke kunstliederen wordt gebundeld, dan spreekt men over een liederencyclus (meervoud: liederencycli). In zo'n geval is er een sterke thematische overeenkomst tussen de gebruikte gedichten en ligt de volgorde van de liederen vast. Bij zo'n cyclus kan het Duitse begrip Lieder gebruikt worden. Bij een liederencyclus stemmen karakter en inhoud van de diverse liederen in de reeks overeen, of hebben een nauwe verwantschap of behandelen eenzelfde onderwerp.
Een aantal voorbeelden van cycli:
- An die ferne Geliebte van Ludwig van Beethoven
- Die schöne Müllerin van Franz Schubert
- Winterreise van Franz Schubert
- Dichterliebe van Robert Schumann
- Frauenliebe und -leben van Robert Schumann
- Kindertotenlieder van Gustav Mahler

Eigenlijk geen cycli, maar bundelingen van zelfstandige liederen zijn:
- Schwanengesang van Franz Schubert
- Lieder aus "Des Knaben Wunderhorn" van Gustav Mahler
- Rückert-Lieder van Gustav Mahler
- Les illuminations van Benjamin Britten

## Orkestlied, song, mélodie, romance
Als een lied gezongen wordt met de begeleiding van een orkest, spreekt men van een orkestlied. Soms wordt er bij een muziekstuk niet gezongen, terwijl het wel dat karakter heeft, zoals in de Lieder ohne Worte van Felix Mendelssohn Bartholdy.
Een Engelstalige lied wordt (ook in het Nederlands) song genoemd. Een lied op een (pop)muziekalbum wordt een liedje of nummer genoemd.
Het Franse chanson is een genre apart en wordt als kunstzinnig gezien, met meer emotionele, verhalende of dramatische inhoud. Voorbeelden: Charles Aznavour, Georges Brassens, Yves Duteil en Édith Piaf.
Franstalige kunstliederen noemt men mélodie; eenvoudige en soms sentimentele kunstliederen uit de Franse romantiek zijn romances. Beide termen worden ook in het Nederlands gebruikt.

## Geschiedenis
De troubadours (trouvères) en minnezangers vormen het begin van de liedoverlevering. Deze liederen waren niet of nauwelijks begeleid. In de 14e eeuw treft men de eerste begeleide liederen aan, bestaande uit een zangstem en één of twee instrumenten (polyfoon). In de 16e eeuw ontstaat het luitlied: een zangstem met akkoordbegeleiding.

### Het Lied als genre
De oorsprong van het Lied (met hoofdletter "L") ligt met name in Duitsland. Begin 17e eeuw (in 1638) schreef Heinrich Albert een liederenbundel Ariën. Hierin onderscheidt men twee belangrijke soorten:
- het strofische Lied (elk couplet heeft dezelfde muziek)
- Het doorgecomponeerde Lied (elk couplet kan andere muziek hebben)

In de loop van de 16e eeuw worden droefenis, vreugde en andere emoties uitgebeeld in de muziek. Bijvoorbeeld: een Lied heeft acht coupletten, de eerste vier droef, de laatste vier vrolijk. Op die laatste vier wordt dus andere muziek gezet, en er is dan een doorgecomponeerde vorm.
In de ontwikkeling van het Lied wordt de tekst steeds belangrijker voor de muzikale inhoud.
Strofische Liederen zijn lyrisch en er wordt één bepaalde stemming weergegeven. In doorgecomponeerde Liederen, bijvoorbeeld balladen, wordt meestal een verhaal verteld: ze zijn 'episch' van karakter. In doorgecomponeerde Liederen kunnen de emotionele stemmingen gemakkelijker wisselen. Een voorbeeld daarvan is: Monodie à la Florence van Albert.
Een andere belangrijke figuur in de tweede helft 17e eeuw in de ontwikkeling van het Lied was Johann Philipp Krieger.
Medio 18e eeuw ontstond de eerste Berlijnse liedschool rond Carl Philipp Emanuel Bach. Dit was een groep componisten die uitging van het principe dat alles eenvoudig moest zijn (te vergelijken met Glucks "Reformoper"). Het klavier werd ondergeschikt.
In de tweede helft van de 18e eeuw ontstond de tweede Berlijnse liedschool. Hun motto was eenvoud. Ze stonden onder grote invloed van de volksliederen en er werd veel gebruikgemaakt van teksten van Goethe en Schiller. Het klavier als begeleidingsinstrument werd belangrijk.

### Liedcultuur in andere landen
In andere landen groeide ook een liedcultuur.
- In Frankrijk werkten componisten als Henri Duparc (die tussen 1868 en 1884 een 17-tal liederen schreef), Gabriel Fauré, Claude Debussy), Hector Berlioz en Georges Bizet.
- In Spanje zijn de belangrijkste liedcomponisten Enrique Granados (schreef ook een aantal liederen, waaronder La maja dolorosa) en Manuel de Falla (7 Spaanse volksliederen, Canciones Españolas)
- In Rusland was onder andere Modest Moessorgski (De Vlo op tekst van Goethe) van belang. Moessorgski schreef ook cycli van liederen, waaronder Zonder Zon, De Kinderkamer en Liederen en dansen van de dood.